# Kościół św. Izydora w Sienicach
Kościół św. Izydora w Sienicach – rzymskokatolicki kościół filialny zlokalizowany w Sienicach (powiat dzierżoniowski). Przynależy do parafii św. Jana w Księginicach Wielkich.

## Historia
Obiekt wzniesiono w XVII wieku jako protestancki. W latach 1965–1967 dach świątyni pokryto blachą. Wprowadzono wówczas też nową polichromię. W latach 1999–2004 dokonano odnowienia elewacji zewnętrznej i okien.

## Architektura i wyposażenie
Kościół jest murowany, jednonawowy. W ołtarzu głównym (prawdopodobnie pochodzącym z 1827) wisi obraz nieznanego artysty (płótno) przedstawiający Świętą Rodzinę. Do bardziej interesujących elementów wyposażenia należą także chrzcielnica i ambona.

## Otoczenie
Wokół kościoła znajduje się cmentarz z XIX-wiecznymi kaplicami grobowymi. Umieszczono tu w 2006 płytę upamiętniającą wiele pokoleń, „dla których Sienice były do roku 1946 ziemią ojczystą” (tablica dwujęzyczna, także w języku niemieckim).